# Siège de Kandahar
Le siège de Kandahar est une bataille qui a eu lieu dans le vieux Kandahar dans l'actuel Afghanistan entre l'armée afcharide de Nader Shah et les forces de Shah Hussain Hotak. Il a eu lieu entre avril 1737 et mars 1738 et s'est soldé par la défaite des troupes Hotaki et la prise de Kandahar par Nader Shah.

## Le siège
Il y a eu peu de combats durant une grande partie du siège, car le manque d'artillerie lourde a contraint les forces de Nader Shah à établir un blocus autour de la ville fortifiée.

## L'assaut
En prévision du siège, les Afghans avaient constitué d'importantes réserves de provisions dans la ville fortifiée, et bien que la famine ait commencé à sévir à la fin de 1737, Nader Shah réalisa que cela prendrait beaucoup de temps avant que les Afghans épuisent leurs dernières provisions. Il n'était pas sûr de sa position en Perse ; bien qu'il ait destitué Tahmasp II, l'ex-roi déchu était toujours en vie et Nader Shah ne voulait pas rester embourbé dans le siège. Le 23 mars 1738, il sélectionna 4 000 combattants bakhtiaris parmi son contingent pour mener l'assaut sur Kandahar. Un Bakhtiari nommé Mollah ed-Din Mostafi fut choisi pour diriger ce dernier.
Nader Shah s'adressa personnellement à ses troupes et leur promis chacun 1 000 roupies et une part du butin de la ville si l'assaut réussissait. Le 24 mars, l'assaut commença, les Bakhtiaris se précipitèrent depuis leurs positions cachées sur les falaises de Chehel Zina et chargèrent vers la ville. Les canonniers afghans parvinrent à tuer certains des assaillants depuis les tours de garde de la ville fortifiée, mais beaucoup de combattants atteignirent les remparts de la ville et utilisèrent leurs échelles pour les escalader. Mollah ed-Din Mostafi fut le premier à atteindre le sommet et une lutte acharnée eut lieu au sommet des remparts de la ville de Kandahar.
Peu à peu, les Bakhtiaris parvinrent à prendre le contrôle des remparts et procédèrent à la prise des fortifications intérieures de la ville. Les assaillants installèrent ensuite des canons sur les remparts et s'en servirent pour bombarder la ville. Les Afghans firent plusieurs tentatives pour reprendre les fortifications de la ville, mais furent repoussés par le feu nourri des assaillants. Préssentant une défaite imminente, Hussain Hotaki et quelques Afghans se replièrent dans le citadelle de Kandahar, laissant le reste des habitants de la ville se faire tuer ou capturer. Le 25 mars 1738, Hussain Hotaki et le reste de ses troupes réfugiées dans la citadelle se rendirent.

## Conséquences
Nader Shah récompensa généreusement les Bakhtiaris et Mollah ed-Din Mostafi d'un sac rempli d'or. Hussain Hotaki fut traité avec clémence et s'exila dans le Mazandaran avec le reste de la famille royale Hotaki. En revanche, Nader qui se méfiait du principal commandant militaire Hotaki, Mohammad Seidal Khan, ordonna que ce dernier soit aveuglé.
Le vieux Kandahar fut systématiquement détruite par le feu de l'artillerie et les habitants survivants furent transférés dans une nouvelle ville que les forces afcharides avaient prévue de construire à environ 10 km au sud-est de l'ancienne ville. Nader nomma la ville "Naderabad", en son honneur. L'ancienne ville ne fut pas réoccupée, mais les ruines de l'ancienne citadelle de Kandahar sont toujours visibles. La capture de Kandahar est un événement marquant dans l'histoire orale et la culture Bakhtiari.